# Карук
 Тази статия е за етническата група.  За модела автомобили вижте Шкода Карок.  
Карук или Карок (на английски: Karuk, Karok) е Калифорнийско индианско племе. На техния език, който е изолат, името карук означава „нагоре по реката“. В средата на 19 век живеят в средното течение на река Кламат в 35 села групирани в 3 подразделения. Според предварителни преценки през 18 век наброяват около 1500 души. Избягват контакти с външни хора до 1850 г., когато заселниците заприиждат с хиляди и постепенно заграбват земите им. Новите болести опустошават населението им, за да достигне най-ниската си точка от 576 души през 1905 г. Днес племето не разполага със собствен резерват. Около 3500 техни потомци живеят главно в Ирека, Хепи Камп, Орлиънс и в резервата Хупа.
Културата им била сходна с тази на хупа и юрок. Особено тесни връзки поддържали с чимарико, юрок и шаста. Живеели в правоъгълни еднофамилни дървени къщи от кедрови трупи и дъски, вкопани в земята и с външна каменна веранда. Мъжете и момчетата живеели отделно в къщите за изпотяване. Основна храна била сьомгата. Допълвали диетата си с лов на елени, мечки, лосове и дребен дивеч, както и със събирането на жълъди и различни растения. Не ядяли кучета, котки, лисици, вълци, грабливи птици, врани, гарвани, змии, земноводни, ларви и скакалци. Били единственото племе в Калифорния отглеждащо тютюн. Облеклото им било съставено от еленови кожи. Жените носели ризи и престилки отпред и отзад, а мъжете набедреник или нищо. По време на пътуване и в по-студено време и двата пола обличали гамаши и мокасини. Богато украсявали дрехите си с ресни, черупки и кедрови ядки. Носели плетени шапки и украшения на ушите и носа. Жените си татуирали 3 вертикални ивици на брадата. Не са имали формална племенна организация. Всяко село се управлявало от вожд, но по време на война се обединявали под ръководството на един водач. Шаманите били два вида. През 1860 г. много от тях са затворени в резервата Хупа, но повечето остават по родните си места.